# دانا روراباكر
دانا تايرون روراباكر (/ˈrɔːrəˌbɑːkər/ ROR-ə-BAH-kər؛ وُلد في 21 يونيو 1947) هو سياسي أمريكي سابق خدم في مجلس النواب الأمريكي من 1989 إلى 2019، مثّل كاليفورنيا 48 عضواً في الحزب الجمهوري خلال الفصول الثلاثة الأخيرة من فترته في المجلس. هُزم روراباكر على يد الديمقراطي هارلي رودا في انتخابات 2018. عبّر عن آراء قوية مؤيدة لحب روسيا والدعم لفلاديمير بوتين، مما أثار تساؤلات حول علاقته بحكومة روسيا. أطلقت عليه صحيفة بوليتيكو لقب "النائب المفضل لبوتين".

## النشأة والتعليم والمسيرة المبكرة
وُلد دانا في 21 يونيو 1947، في كورونادو، وهو ابن دوريس إم. (née Haring) ودونالد تايلر روراباكر. تخرج روراباكر من مدرسة بالوس فيرديس الثانوية ‏ في بالوس فيرديس إستيتس، ودرس في كلية لوس أنجلوس هاربور ‏، وحصل على بكالوريوس الآداب في التاريخ من جامعة كاليفورنيا الحكومية في لونغ بيتش في عام 1969. كما نال ماجستير الآداب في الدراسات الأمريكية من جامعة جنوب كاليفورنيا.

الرئيس رونالد ريغان يتظاهر بضربة لروراباكر على متن سلاح الجو خلال رحلة إلى كاليفورنيا عام 1986

أثناء دراسته العليا وخلال أوائل السبعينيات، كان لروراباكر مغنياً ناشطاً لموسيقى الفولك. كما عمل كاتباً في صحيفة أورانج كاونتي ريجستر.
عمل مساعداً للسكرتير الصحفي للرئيس رونالد ريغان خلال حملتيه الرئاسيتين في عامي 1976 و1980. ثم شغل منصب كاتب خطب ومساعد خاص للرئيس ريغان من عام 1981 حتى 1988. خلال فترة عمله في البيت الأبيض، لعب روراباكر دورًا رئيسيًا في صياغة مبدأ ريغان.

## مجلس النواب الأمريكي

### الانتخابات
غادر روراباكر إدارة ريغان في عام 1988 لملاحقة مقعد دان لونغرين الشاغر حديثًا في مجلس النواب. بمساعدة صديقه أوليفر نورث في جمع التبرعات، فاز روراباكر بالانتخابات التمهيدية الجمهورية بحصوله على نسبة 35% من الأصوات. وفاز في الانتخابات العامة بنسبة 64% من الأصوات. واجه منافسة جادة في الانتخابات التمهيدية مرتين، في عامي 1992 و1998. بعد إعادة تقسيم الدوائر، فاز في انتخابات تمهيدية بثلاثة مرشحين في عام 1992 بنسبة 48% من الأصوات. وفي عام 1998، فاز في الانتخابات التمهيدية المفتوحة بنسبة 54% من الأصوات.

#### 2008
في عام 2008، هزم روراباكر المرشحة الديمقراطية ديبي كوك ‏ بنسبة 53% مقابل 43%.

#### 2010
في عام 2010، هزم روراباكر المرشح الديمقراطي كين أرنولد بنسبة 62% مقابل 38%.

#### 2012
بعد إعادة ترسيم الدوائر، أعلن روراباكر في عام 2012 أنه سيترشح في الدائرة 48 التي أعيد ترسيمها حديثًا. وقال: "الدائرة 48 الجديدة تتناسب بشكل جيد وستُمكنني من خدمة ناخبي والبلاد بشكل جيد". فاز بالانتخابات في الدائرة 48 بنسبة 61% من الأصوات.

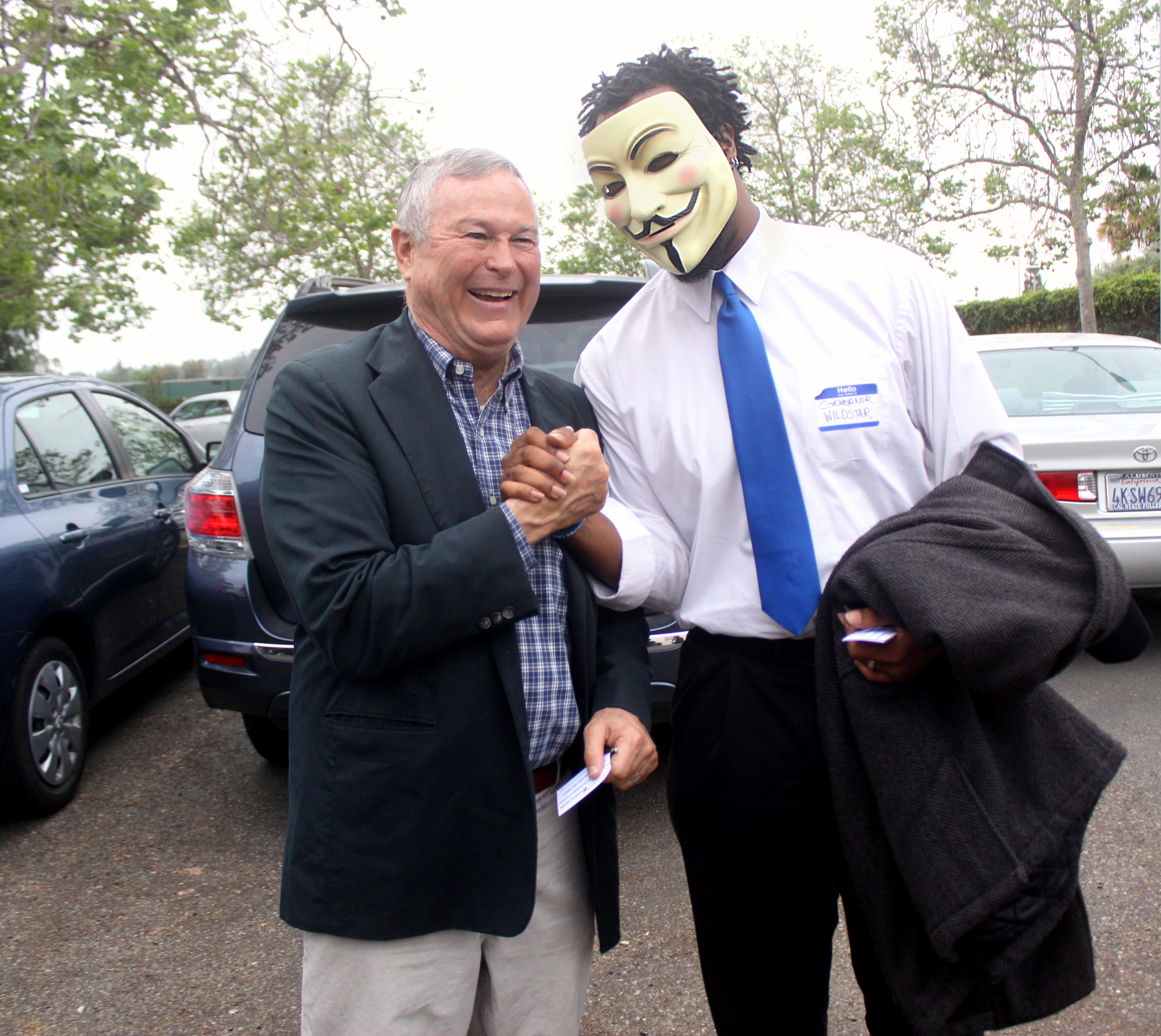
روراباكر يصافح أحد مؤيديه مرتديًا قناع غاي فوكس في عام 2013

#### 2014
فاز روراباكر بإعادة انتخابه بنسبة 64% من الأصوات.

#### 2016
فاز روراباكر بإعادة انتخابه بنسبة 59% من الأصوات.

#### 2018
في مارس 2018، ذكرت سي إن إن أن إريك دين برنس، وهو متدرب سابق لدى روراباكر عندما كان عضوًا جديدًا في الكونغرس عام 1990 وحليفًا مقربًا منه، استضاف حملة لجمع التبرعات في منزله في فيرجينيا يوم 18 مارس 2018، ومن المتوقع أن يكون من بين الحضور أوليفر نورث.
في 12 أكتوبر 2018، ذكرت صحيفة لوس أنجلوس تايمز أن صندوق قيادة الكونغرس، وهو سوبر PAC مرتبط بشكل وثيق مع الناطق باسم مجلس النواب الأمريكي بول رايان، قد تجاوز روراباكر في جولته الأولى من الإعلانات التلفزيونية عبر جنوب كاليفورنيا.
نفت حملة روراباكر ذلك، قائلةً إن الصندوق أنفق "حوالي 2.4 مليون دولار ولديهم مليون دولار إضافي في شراء وسائل الإعلام المقرر لصالح روراباكر". في يوم الانتخابات، هزم الديمقراطي هارلي رودا روراباكر.

### مدة الخدمة

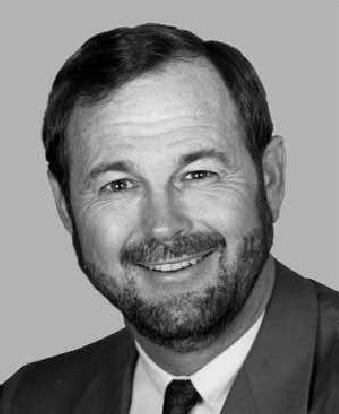
صورة لروراباكر من دليل الكونغرس الـ105 (1997)

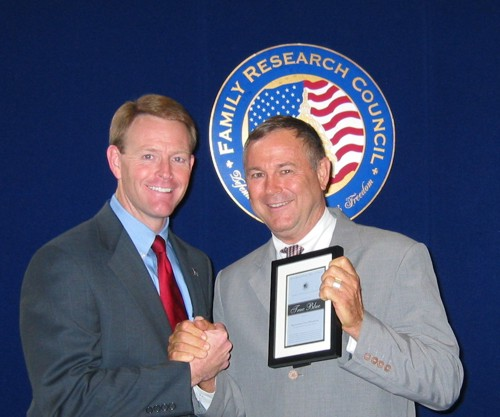
روراباكر يتلقى جائزة "True Blue" من رئيس مجلس البحوث العائلية توني بيركنز في عام 2003

#### التزوير الانتخابي والإدانة
تم اتهام روراباكر باستخدام غير قانوني للمساهمات الانتخابية فيما يتعلق بانتخابات مجلس الولاية لعام 1995. قام روراباكر بتقديم بعض أموال حملته لمديرة حملته (وزوجته المستقبلية)، روندا كارموني، للترويج لمرشح ديمقراطي وهمي لجذب الأصوات بعيدًا عن مرشح ديمقراطي آخر. وُجد روراباكر مذنبًا وتم تغريمه 50,000 دولار.

#### الدفع مقابل سيناريو مكتوب منذ 30 عامًا
في 4 نوفمبر 2005، أفادت صحيفة لوس أنجلوس تايمز أن روراباكر تلقى 23,000 دولار مقابل سيناريو كان قد كتبه منذ 30 عامًا. وكانت المسألة تتمحور حول ما إذا كان المنتج قد دفع له مقابل السيناريو أو مقابل تقديمه إلى مسؤولين في الكونغرس والحكومة الفيدرالية. قال روراباكر إن هذه اللقاءات تمت بحسن نية ولم تكن سوى ما يُفعل بانتظام لأسباب مشروعة، وأن المشكلة في هذه اللقاءات ظهرت فقط بسبب مزاعم سوء تصرف جوزيف ميداوار ‏. في مايو 2006، أعلن روراباكر من خلال سكرتيره الصحفي أنه سيعيد مبلغ الـ23,000 دولار (~$29.5 ألف في 2020). تم الإعلان عن القرار قبل وقت قصير من تحمل ميداوار المسؤولية أمام محكمة المقاطعة الأمريكية عن الاحتيال على حوالي 50 مستثمرًا بقيمة 3.4 مليون دولار.

#### زيارة العراق 2011
خلال رحلة إلى العراق في يونيو 2011، صرح روراباكر أنه عندما تصبح العراق أمة ثرية، يجب عليها أن تسدد للولايات المتحدة الأموال التي أنفقتها منذ الغزو الأمريكي للعراق. وعلق روراباكر أيضًا بأنه سيعقد جلسة استماع مع اللجنة الفرعية للإشراف والتحقيقات للنظر فيما إذا كانت العراق قد ارتكبت "جرائم ضد الإنسانية" خلال هجوم على معسكر أشرف في أبريل 2011. أسفر الحادث عن مقتل 34 من السكان وإصابة أكثر من 300 آخرين. وقد منعت الحكومة العراقية الوفد من الوصول إلى المخيم، مشيرة إلى سيادتها. وتم لاحقًا طلب مغادرة وفد روراباكر من البلاد.

#### تحذير مكتب التحقيقات الفيدرالي لعام 2012
حذر روراباكر في عام 2012 في غرفة آمنة داخل مبنى الكونغرس الأمريكي من قبل عميل من مكتب التحقيقات الفيدرالي بشأن احتمال محاولة تجنيده من قبل جواسيس روسيين للعمل كـ"وكيل نفوذ" لصالح روسيا، بعد أن التقى مع أحد أعضاء وزارة الخارجية الروسية في موسكو بشكل خاص. بعد هجمات طهران 2017 في 7 يونيو 2017، والتي أسفرت عن مقتل 17 مدنيًا بريئًا، اقترح أن الهجوم قد يُعتبر "شيئًا جيدًا"، وتكهن بأن الرئيس ترامب قد يكون وراء التنسيق لهذا الهجوم الإرهابي. أشار مقال في ذا أتلانتيك إلى أن هناك قلقًا جديًا في وزارة الخارجية الأمريكية من العلاقات بين روراباكر والحكومة الروسية.

#### جاك وو
في يونيو 2015، أصدر روراباكر بيانًا يتهم فيه أمين صندوق حملته الانتخابية السابق، جاك وو، باختلاس أكثر من 170,000 دولار من حملته. وذكر محامي روراباكر، تشارلز إتش. بيل جونيور، أن النائب كان قد قدم اتهامات جنائية ضد وو إلى المدعي العام لمقاطعة أورانج والمدعي العام للولاية.

#### النظر في منصب وزير الخارجية 2016
بعد انتخاب دونالد ترامب في عام 2016، كان روراباكر على القائمة المختصرة لمنصب وزير الخارجية إلى جانب ميت رومني والمرشح الذي اختير لاحقًا ريكس تيلرسون.

### تكليفات اللجان
- لجنة الشؤون الخارجية  [لغات أخرى]‏

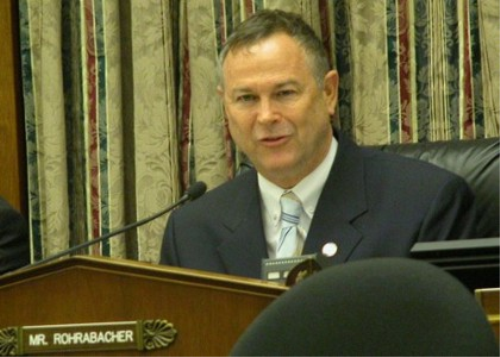
روراباكر يترأس اجتماعًا للجنة الفرعية للفضاء والطيران في لجنة العلوم في مجلس النواب.

  - اللجنة الفرعية للشرق الأوسط وجنوب آسيا
  - اللجنة الفرعية للإشراف والتحقيقات (رئيساً)
- لجنة العلوم والفضاء والتكنولوجيا
  - اللجنة الفرعية للفضاء والطيران  [لغات أخرى]‏
  - اللجنة الفرعية للطاقة والبيئة

ترأس روراباكر اللجنة الفرعية للفضاء والطيران في لجنة العلوم في مجلس النواب من عام 1997 حتى يناير 2005؛ حيث حصل على إعفاء لمدة عامين لخدمة فترة تتجاوز الحد الزمني المحدد ست سنوات.
كعضو كبير في لجنة العلاقات الدولية، قاد روراباكر الجهود لرفض منح الدولة مع الصين، مشيرًا إلى سجلها الفظيع في حقوق الإنسان ومعارضتها للديمقراطية. وكان تكليفه في اللجان الفرعية هو الشرق الأقصى والمحيط الهادئ، والشرق الأوسط وجنوب آسيا.

### عضوية الكتل النيابية
- كتلة القنب الهندي في الكونغرس[44]
- الكتلة النيابية لحقوق الإنسان
- الكتلة النيابية الأمريكية للحفاظ على البيئة الدولية  [لغات أخرى]‏[45]
- الكتلة النيابية الخاصة بتايوان  [لغات أخرى]‏
- الكتلة النيابية لراعي الرياضة
- الكتلة النيابية للحرية  [لغات أخرى]‏[46][47]
- الكتلة النيابية لدول البلطيق  [لغات أخرى]‏[48]

## مواقف السياسة الخارجية والأمنية
في السياسة الخارجية، دعم روراباكر سحب القوات الأمريكية من أفغانستان، ودعا ترامب لمعاقبة الرئيس التركي رجب طيب أردوغان بسبب العنف في السفارة، واصطف إلى جانب روسيا في حرب أوسيتيا الجنوبية 2008، وقدم دفاعًا مشروطًا عن ضم الاتحاد الروسي للقرم في 2014.

### روسيا
عبر روراباكر عن آراء قوية مؤيدة لروسيا وفلاديمير بوتين مما أثار تساؤلات حول علاقته بـحكومة روسيا وفلاديمير بوتين. وقد وصفته Politico وآخرون بلقب "نائب بوتين المفضل".
في بداية مسيرته البرلمانية في التسعينات (1990 أو 1991)، دخل العميل في لجنة أمن الدولة وعمدة سانت بطرسبرغ فلاديمير بوتين مع اثنين آخرين من الروس إلى مكتب روراباكر في واشنطن العاصمة. في مقابلة عام 2013، صرح روراباكر بأنه أصبح وصديقًا مقربًا من بوتين لاحقًا.
وفقًا لإريك دين برنس، فإن برنس، بصفته متدربًا في مكتب روراباكر، سافر حول العالم في مهمات لجمع المعلومات لدعم مصالح روراباكر. كما وصف روراباكر المصرفي الروسي ألكسندر تورشين ‏، وهو حليف لبوتين، بأنه "نوع من المفضلين لدى المحافظين".
في 8 سبتمبر 2008، في اجتماع للجنة الشؤون الخارجية في مجلس النواب، جادل روراباكر بأن الجورجيين هم من بدأوا المواجهة العسكرية الأخيرة في حرب أوسيتيا الجنوبية 2008. وفي عام 2012، حذر مكتب التحقيقات الفيدرالي روراباكر من أن دعمه لمصالح روسيا كان يسمح لروسيا بتجنيده لأغراضها. وفي فبراير 2013، ألقى خطابًا طالب بحق تقرير المصير البلوش في باكستان في مؤتمر منظمة الأمم والشعوب غير الممثلة في لندن.
في أبريل 2014، غرد روراباكر قائلاً: "إذا كانت أغلبية الناس المقيمين قانونيًا في ألاسكا يريدون أن يكونوا جزءًا من روسيا، فإن ذلك مقبول بالنسبة لي."
في أبريل 2016، سافر روراباكر وأحد أعضاء فريقه، بول بيريندز، إلى روسيا وعادا بمذكرة نقاط الحديث السرية التي تخص يوري تشايكا عن المعلومات التي تدين المتبرعين الديمقراطيين. كانت ورقة نقاط الحديث التي استخدمتها ناتاليا فيسيلنيتسكايا ‏ في اجتماع برج ترامب في 9 يونيو 2016 مشابهة جدًا للوثيقة التي حصل عليها روراباكر من تشايكا في أبريل.
يشتهر روراباكر بعلاقته الطويلة مع فلاديمير بوتين وبدفاعه عن "وجهة النظر الروسية". في 15 يونيو 2016، قال كيفن مكارثي، زعيم الأغلبية في مجلس النواب آنذاك، لمجموعة من الجمهوريين: "هناك شخصان أعتقد أن فلاديمير بوتين يدفع لهما: روراباكر وترامب. أقسم بالله". أنهى رئيس مجلس النواب بول رايان الحديث قائلاً: "لا تسريبات. هذه هي الطريقة التي نعلم بها أننا عائلة حقيقية هنا". وكان الجمهوريون الحاضرون قد تم تحليفهم بالسرية. في البداية، نفى بريندان باك، المستشار لدى بول رايان، هذه التقارير، ولكن تم إبلاغه بأن واشنطن بوست كانت قد حصلت على تسجيل. بعد تسريب التسجيل من قبل "الواشنطن بوست" في مايو 2017، قال مكارثي إن التعليق كان مزاحًا.
في تلك الفترة، كان روراباكر يخطط—بصفته رئيسًا للجنة الفرعية الخاصة بأوروبا—لعقد جلسة استماع حول قانون ماغنيتسكي، الذي يحظر على بعض المسؤولين الروس دخول الولايات المتحدة أو امتلاك أي أصول مالية في البنوك الأمريكية. ووفقًا للتقارير، كان روراباكر يرغب في أن يدلي بيل براودر، المستثمر الأمريكي المولد الذي كان قد ضغط من أجل إقرار القانون بعد ما يزعم أنه الاستيلاء غير القانوني على أصول محفظته الوقائية وقتل محاميه الروسي لاحقًا، بشهادته. كان روراباكر يخطط لتقديم براودر إلى ما وصف بأنه "محاكمة شكلية". بالإضافة إلى استجوابه بشكل دقيق ومشكك بشأن مزاعمه، كان روراباكر يعتزم عرض فيلم وثائقي طويل ينتقد مزاعم قانون ماغنيتسكي. كان أحد الشهود الذين كان من المقرر أن يدلوا بشهاداتهم هو المحامية الروسية ناتاليا فيسيلنيتسكايا ‏، وهي لوبي طويل الأمد ضد قانون ماغنيتسكي وحضرت اجتماع برج ترامب في 9 يونيو 2016. في يوليو 2017، شهد براودر أمام اللجنة القضائية في مجلس الشيوخ الأمريكي بأن الأشخاص الذين يدعمون مصالح الحكومات الأجنبية أو يتصرفون نيابة عنهم، وخاصة روسيا، يجب عليهم الامتثال لمتطلبات قانون تسجيل الوكلاء الأجانب. كما أشار إلى أن لا أحد من وراء عرض فيلم أندريه نيكراسوف كان قد قدم طلبات الإفصاح بموجب فارا.
عندما علم رئيس لجنة الشؤون الخارجية إد رويس بخطط روراباكر، قام بإلغاء الجلسة ومنع روراباكر من عرض الفيلم. بدلاً من ذلك، عقد جلسة استماع للجنة الكاملة حول العلاقات الأمريكية الروسية حيث تم السماح لروراباكر بتقديم بعض المزاعم المؤيدة لروسيا كدليل. تم عرض الفيلم في نهاية المطاف في نيوزيام، وأرسل متدرب في مكتب روراباكر الذي عمل لاحقًا في فريق انتقال ترامب رسائل بريد إلكتروني للترويج للفيلم من مكاتب اللجنة الفرعية.
بعد فوز دونالد ترامب في انتخابات الرئاسة 2016، دافع روراباكر عن نهجه في تحسين العلاقات الأمريكية الروسية. وكان قد التقى سابقًا مرتين على الأقل مع رينات أخمتشين ‏، وهو جاسوس سوفيتي سابق "التقى مع ابن الرئيس ترامب، وصهره ومدير حملته في يونيو 2016"، لمناقشة العقوبات الروسية.
في مقابلة مع سي إن إن في مايو 2017، قال روراباكر: "لدينا معيار مزدوج ضخم مع روسيا عندما يتعلق الأمر بالسجناء وأشياء أخرى". وأضاف أن تدخل خدمات الاستخبارات الروسية في انتخابات 2016 الأمريكية كان مشابهًا لوكالة الأمن القومي الأمريكية (NSA) التي قامت بتنصت على هاتف المستشارة الألمانية أنغيلا ميركل.
في يوليو 2017، صوت روراباكر لفرض عقوبات على إيران وكوريا الشمالية وروسيا.
في 16 أغسطس 2017، زار روراباكر جوليان أسانج في سفارة الإكوادور في المملكة المتحدة وأبلغه أن ترامب سيمنحه عفوًا بشرط أن يوافق على القول إن روسيا لم تكن متورطة في تسريب رسائل البريد الإلكتروني للجنة الوطنية الديمقراطية 2016 ‏. في جلسات استماع تسليمه في 2020، ادعى فريق الدفاع عن أسانج في المحكمة أن هذا العرض قُدم "بتعليمات من الرئيس". وبعد ذلك، قال ترامب وروراباكر إنهما لم يتحدثا أبدًا عن هذا العرض، وقال روراباكر إنه قدم العرض من تلقاء نفسه.
في أكتوبر 2017، فرضت لجنة الشؤون الخارجية بمجلس النواب قيودًا على قدرة روراباكر على استخدام أموال اللجنة لدفع تكاليف السفر الخارجي بسبب المخاوف بشأن اهتمامه بروسيا.
في 21 نوفمبر 2017، أفادت نيويورك تايمز أن روراباكر قد تعرض للتدقيق من قبل المحقق الخاص روبرت مولر ولجنة الاستخبارات في مجلس الشيوخ بسبب علاقاته الوثيقة مع الكرملين.

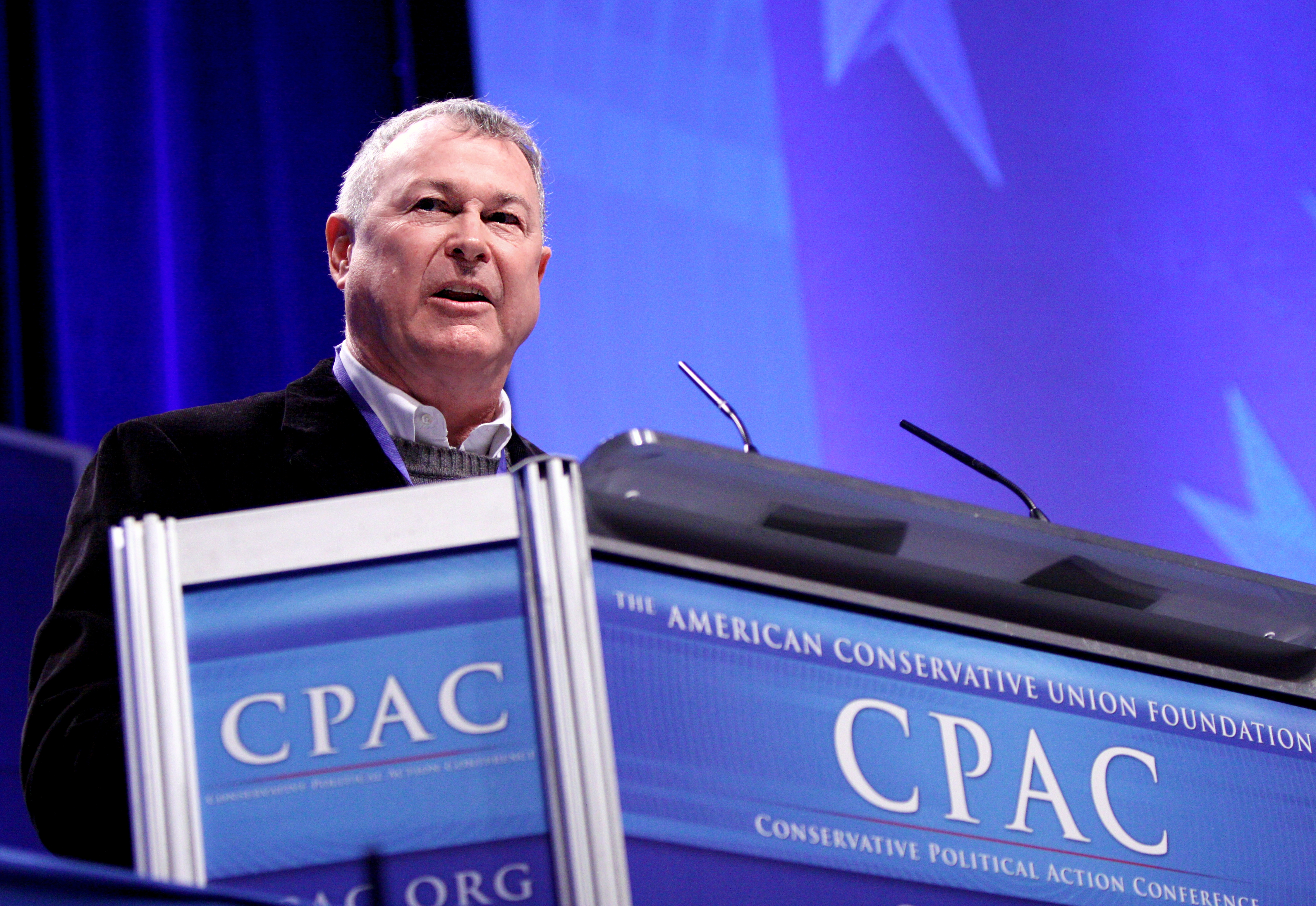
روراباكر يتحدث في مؤتمر العمل السياسي المحافظ 2011 (CPAC)

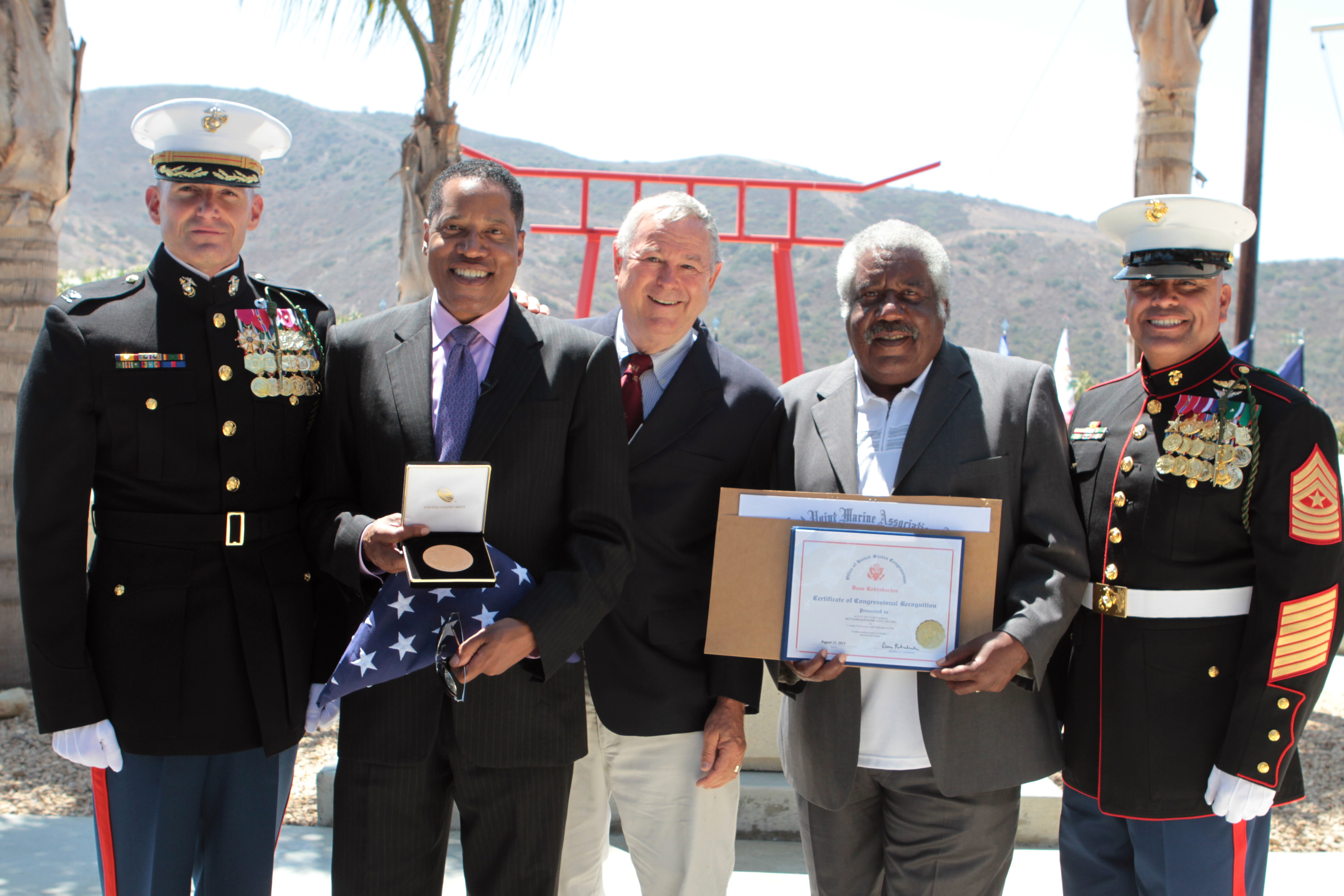
روراباكر مع لاري إلدير وكيرك إلدير يقبلون ميدالية الكونغرس الذهبية نيابة عن الرقيب الأول راندولف إلدير

في مقابلة مع فوكس بيزنس في 24 أغسطس 2018، هاجم روراباكر المدعي العام جيف سيشنز لأنه رفض إقالة روبرت مولر وإغلاق التحقيق. وقال: "'الحقيقة أن جيف سيشنز لم يستقيل هي خيانة لهذا الرئيس وللبلاد، فالحقيقة هي أنه إذا كان يختلف مع ما يريده الرئيس منه، يجب أن يستقيل'".
في فبراير 2020، قال روراباكر لياهو! نيوز أن هدفه خلال لقائه مع جوليان أسانج في 2017 كان العثور على أدلة على أن ويكيليكس' المصدر الحقيقي لم يكن وكالات الاستخبارات الروسية ‏ المتورطة في تسريب رسائل البريد الإلكتروني للجنة الوطنية الديمقراطية ‏، بل كان الموظف السابق في اللجنة الوطنية الديمقراطية لمقتل سيث ريتش. قالت ستيفاني غريشام، المتحدثة باسم البيت الأبيض للرئيس ترامب، أن ترامب بالكاد كان يعرف روراباكر ولم يتحدث معه "'عن هذا الموضوع أو تقريباً أي موضوع آخر'".
في 19 فبراير 2020، أكد إدوارد فيتزجيرالد، محامي جوليان أسانج، في محكمة وستمنستر الابتدائية في لندن أن روراباكر أُرسل نيابة عن الرئيس ترامب في أغسطس 2017 لعرض عفو من ترامب على أسانج إذا كان بإمكان أسانج إطلاق مواد تظهر أن الاستخبارات الروسية لم تكن متورطة في التدخل في انتخابات الولايات المتحدة لعام 2016.

### الإرهاب
في عام 2006، ترأس روراباكر اللجنة الفرعية للرقابة والتحقيقات التابعة للجنة العلاقات الدولية بمجلس النواب الأمريكي ‏، والتي حققت فيما إذا كان منفذو تفجير أوكلاهوما سيتي قد تلقوا مساعدة من مصادر أجنبية؛ وخلصت اللجنة إلى أنه لا يوجد دليل قاطع على وجود صلة أجنبية. في كونغرس الولايات المتحدة الثالث عشر بعد المائة، كان روراباكر رئيس اللجنة الفرعية للشؤون الخارجية بمجلس النواب حول أوروبا وأوراسيا والتهديدات الناشئة.
عند حديثه عن الإسلام، قال خلال جلسة استماع في أبريل 2013: "آمل أن نتعاون جميعًا ضد دين يحفز الناس على قتل الأطفال وغيره من التهديدات لحضارتنا".
في أعقاب الهجوم على نادي ليلي في أورلاندو عام 2016، أصدر روراباكر بيانًا صحفيًا يعبر فيه عن "غضبه" وعن "التزامه المتجدد لهزيمة وتدمير الحركة الإسلامية الراديكالية التي تثير مثل هذا الفوضى." وشدد على أن الأمريكيين يجب أن "يتأكدوا من عدم تصنيف جميع المسلمين على أنهم قتلة إرهابيون." التقى روراباكر بسديقي ماتين، والد منفذ الهجوم، في عام 2014 خلال اجتماعات روتينية مع الناخبين. ووصف ماتين بأنه "شخص غريب الأطوار."
في بيان لتوضيح موقفه، كتب روراباكر أنه يعارض "استخدام القوة ضد المدنيين العزل بغض النظر عن هوية الضحية أو مرتكب القتل"، لكنه يعارض أيضًا "النظام الملكي الوحشي للملالي في إيران." وأضاف: "عندما يتعلق الأمر بالإرهابيين السنة أو الشيعة، أفضل أن يستهدفوا بعضهم البعض بدلًا من استهداف أي ضحايا آخرين، وخاصة المدنيين الأبرياء والأمريكيين." وأوضح أن ذلك "يتطلب دعم الإيرانيين الفخورين الذين يرغبون في الحصول على حريتهم وتراثهم من الملالي ومستعدين للقتال من أجلها. وهذا لا يشمل داعش، ولكنه قد يشمل العديد من الإيرانيين الذين يعتبرون تفجير ضريح الخميني تعبيرًا عن الحرية من نير الإرهاب الإسلامي."

### الدفاع عن تقنيات الاستجواب والإعادة الاستثنائية
في 17 أبريل 2007، خلال جلسة استماع في مجلس النواب حول العلاقات عبر الأطلسي، دافع روراباكر عن برنامج عودة استثنائية إلى الوطن الذي اتبعته إدارة بوش. وصرح أن المعاملة غير العادلة لمشتبه به بريء واحد هي "نتيجة مؤسفة" مقبولة مقابل احتجاز آخرين يمكن أن يكونوا أحرارًا لتنفيذ أعمال إرهابية. وبعد أن تلقى صيحات استهجان وامتعاض من الحضور في القاعة، رد روراباكر قائلاً: "حسنًا، أتمنى أن تكون عائلاتكم، أتمنى أن تكون عائلاتكم هي التي تعاني من العواقب"، وأضاف: "أتمنى أن يكون أفراد عائلاتكم هم الذين يموتون."
تمت مقاطعته بعد ذلك من محتجين يرتدون بذلات برتقالية قد أخرجوا من القاعة. وفي تعليقه بأن سجن وتعذيب شخص بريء هو ثمن عادل لدفعه مقابل حبس 50 إرهابيًا "سيخرجون ويزرعون قنبلة ويقتلون 20,000 شخص"، سُمي روراباكر في 25 أبريل من قبل برنامج Countdown with Keith Olbermann بـ"أسوأ شخص في العالم".

### أفغانستان
يمتد اهتمام روراباكر بأفغانستان على الأقل إلى أواخر الثمانينيات، قبل توليه منصبه، عندما دخل البلاد برفقة مقاتلين من مجاهدون أفغان كانوا يقاتلون في الحرب السوفيتية في أفغانستان. ووفقًا للتقارير، فإن هؤلاء المقاتلين "اشتبكوا فعليًا مع القوات السوفيتية في معركة قرب مدينة جلال آباد خلال الشهرين اللذين قضاهما روراباكر معهم."
في السنوات التي أعقبت الحرب السوفيتية في أفغانستان (1979–1989)، صرّح روراباكر أن "شغفه" كان يتمثل في إعادة الملك المنفي للبلاد، محمد ظاهر شاه.
في عام 2003، دافع روراباكر عن الدستور الأفغاني الجديد ضد أولئك الذين رأوا فيه تمكينًا لزعماء الحرب، قائلاً:
لقد سمعت الكثير من التصريحات السلبية حول ... هؤلاء الأشخاص الذين صادف أن يكونوا هم من وقفوا إلى جانب الولايات المتحدة ... دوستم، عطا، خان ... هؤلاء كانوا الأشخاص الذين هزموا طالبان ... فقط تذكروا ذلك إذا كنتم أمريكيين. لقد ساعدونا في هزيمة أناس ذبحوا شعبنا [في 11 سبتمبر 2001]. وأنا ممتن لذلك. ولن أصفهم بهذه المصطلحات المهينة [كزعماء حرب]، خاصة عندما تكون طالبان لا تزال على الحدود. ... أنصحكم بعدم التخلص بسرعة من الأشخاص الذين ساعدونا في هزيمة طالبان.
روراباكر أصبح منذ ذلك الحين مؤيدًا للانسحاب من أفغانستان. وقد احتج على زيادة القوات في أفغانستان التي قررها الرئيس أوباما، قائلاً: "إذا كان سيتم هزيمة طالبان، فيجب أن يكون ذلك على يد الشعب الأفغاني نفسه، وليس من خلال إرسال المزيد من القوات الأمريكية، والذي قد يكون له تأثير عكسي."
عندما قدم النائب جيم ماكغفرن تعديلًا في عام 2011 يلزم البنتاغون بوضع خطة خروج من أفغانستان، كان روراباكر واحدًا من بين ستة جمهوريين فقط الذين وافقوا عليه. وصوت روراباكر لصالح تعديل ماكغفرن على قانون تفويض الدفاع الوطني، الذي يلزم بوضع خطة للخروج من أفغانستان. ومع ذلك، فشل مشروع القانون بفارق ضئيل، حيث حصل على 204 أصوات مقابل 215.
عارض روراباكر تقليص القوات التدريجي الذي كان يفضله الرئيس أوباما، ودعا بدلاً من ذلك إلى انسحاب كامل. وقال: "إذا كنا سنغادر، فلنغادر." كما أشار إلى أن "النظام المركزي للحكم المفروض على الشعب الأفغاني لن يصمد بعد مغادرتنا." وأضاف: "لذلك لنكف عن إطالة المعاناة وما هو حتمي. نظام كرزاي فاسد ولا يمثل الثقافة القبلية في أفغانستان. هذه الاستراتيجية الفاشلة لا تستحق قطرة دم أمريكية أخرى. في ظل الاستراتيجية الحالية، فإن وجودنا العسكري ينفر المزيد من الأفغان أكثر مما يجلبه من تهدئة. لذا إذا كنتم ستسحبون القابس، فعلينا أن نغادر الآن."
رفع روراباكر مرارًا مخاوف على مستوى عالٍ في الكونغرس الأمريكي وفي واشنطن العاصمة بشأن الفساد في أفغانستان، بما في ذلك فضيحة بنك كابول الجديد، حيث زُعم أن مئات الملايين من دولارات دافعي الضرائب الأمريكيين اختفت خلال فترة زمنية قصيرة على ما يبدو على أيدي أفراد من عائلة كرزاي المقربة، بما في ذلك الأخوين محمود كرزاي وأحمد والي كرزاي. عمل روراباكر على لفت الانتباه إلى الفساد المنهجي في حكومة كرزاي ووقف تمويل دافعي الضرائب الأمريكيين لهذه المشاريع والبرامج الفاسدة المرتبطة بحكومة حامد كرزاي.
في أبريل 2012، أفادت شبكة سي إن إن أن "أحد كبار الجمهوريين في لجنة الشؤون الخارجية بمجلس النواب طُلب منه من قبل وزارة الخارجية الأمريكية عدم الذهاب إلى أفغانستان لأن الرئيس حامد كرزاي اعترض على الزيارة. ... قال دانا روراباكر، الجمهوري عن ولاية كاليفورنيا، لبرنامج Security Clearance إنه كان يستعد للسفر مع خمسة جمهوريين آخرين من دبي إلى العاصمة الأفغانية كابول عندما طلبت منه وزارة الخارجية أن يبقى في الخلف."

### استقلال البوسنة وكوسوفو

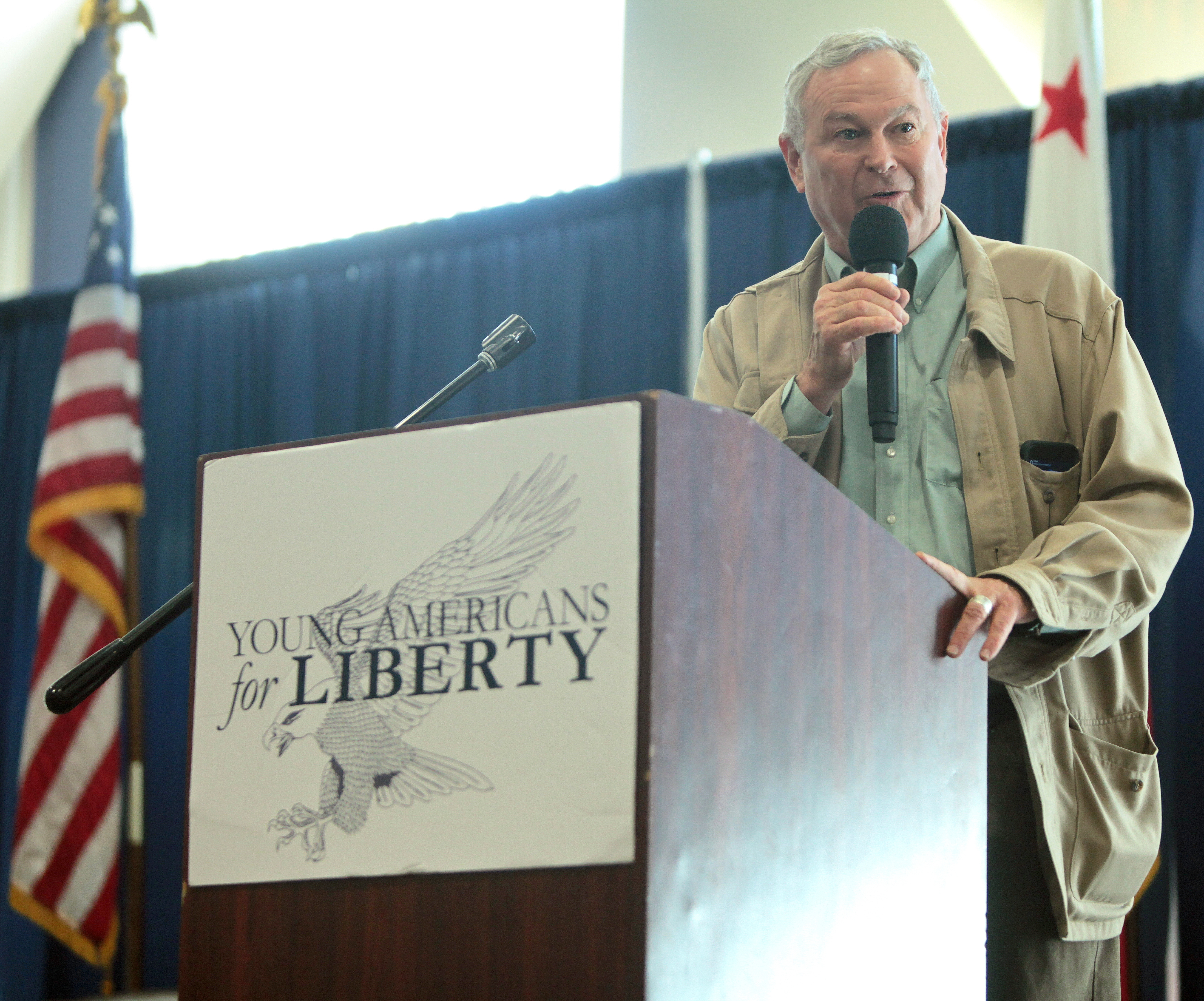
روراباكر يتحدث في مؤتمر ولاية كاليفورنيا لعام 2016 الخاص بالشباب الأمريكيون من أجل الحرية

عارض روراباكر تدخل القوات البرية الأمريكية في حروب يوغوسلافيا. ودعا إلى القصف المباشر للبنية التحتية العسكرية على الأراضي اليوغوسلافية، منتقدًا عدم فعالية القوات الغربية ضد صرب البوسنة. (كانت عمليات حلف شمال الأطلسي محدودة بضربات صغيرة ومحددة، بينما اخترق هؤلاء الصرب المناطق الآمنة التابعة للأمم المتحدة وهاجموا قوات البوشناق). قال روراباكر إنه "يجب قصف البنية التحتية العسكرية لصربيا، في صربيا – فهمت ذلك، في صربيا – بدلاً من إسقاط عدد قليل من القنابل على الخيام، مما يثبت فقط جبن الغرب ويشجع قطّاع الطرق الصرب." رأى روراباكر أن الإبادة الجماعية في البوسنة والهرسك كانت جريمة.
في عام 1995، زار روراباكر شخصيًا سراييفو في البوسنة والهرسك، منتقدًا الدمار الذي ألحقته القوات الصربية بالمدينة، وقال: "هذا خسارة للبشرية جمعاء، وليس فقط لشعب سراييفو." كما صادف أطفالًا مشردين يطلبون المال.
في عام 2001، أشاد زعيم مجموعة الضغط العرقية الرابطة المدنية الألبانية الأمريكية ‏، جو ديوغواردي، بروراباكر لدعمه جيش تحرير كوسوفو (KLA)، وهي ميليشيا وصفها المبعوث الخاص للرئيس بيل كلينتون إلى البلقان روبرت غيلبارد ذات مرة بأنها منظمة إرهابية. وقال ديوغاردي: "كان أول عضو في الكونغرس يصر على أن تقوم الولايات المتحدة بتسليح جيش تحرير كوسوفو، وأحد الأعضاء القلائل الذين يدعمون علنًا استقلال كوسوفو حتى يومنا هذا."
أيضًا في عام 2001، ألقى روراباكر خطابًا يدعم تسليح أميركا لجيش تحرير كوسوفو، مشبهًا ذلك بدعم فرنسا لأميركا في الحرب الثورية، حيث قال: "بناءً على تجربتنا الخاصة، كان ينبغي تسليح جيش تحرير كوسوفو... إذا كانت الولايات المتحدة قد قامت بتسليح جيش تحرير كوسوفو في عام 1998، لما وصلنا إلى الوضع الذي نحن عليه اليوم. كان 'محاربو الحرية' سيحققون حريتهم، وستكون كوسوفو مستقلة."

### الصين
بعد رحلة استطلاعية فوق جزر سبراتلي في عام 1998، قال روراباكر: "لا يمكننا تجاهل هذا التنمر من قبل الصينيين الشيوعيين في جزر سبراتلي. وجود القوات العسكرية الصينية... ليس فقط مصدر قلق للفلبين، ولكنه أيضًا مصدر قلق للولايات المتحدة والدول الديمقراطية الأخرى في العالم."
في يوليو 1999، قاد روراباكر جلسة مجلس النواب لمعارضة تشريع يهدف إلى تطبيع العلاقات التجارية بين الولايات المتحدة والصين. وفي العام التالي، بينما كان المجلس يدرس مشروع قانون تجاري آخر يتعلق بالصين، قال روراباكر إن مشروع القانون التجاري كان هدية لمجموعة محددة من المليارديرات الأمريكيين والنظام في بكين، مضيفًا أن الرئيس بيل كلينتون يمكنه أن يصف "الصين الشيوعية بأنها 'شريكنا الاستراتيجي' حتى يتحول وجهه إلى اللون الأزرق، لكن ذلك لن يجعلهم أقل شيوعية."
في مقابلات عام 2011، وصف روراباكر الحكومة الصينية تحت قيادة هو جينتاو بأنها "نظام عصابات يقتل شعبه"، وشبّه الحكومة الصينية بالنازيين.
في ديسمبر 2016، بعد اتصال هاتفي بين الرئيس المنتخب دونالد ترامب ورئيس جمهورية الصين تساي إنغ ون، قال روراباكر إن المكالمة "أظهرت للديكتاتوريين في بكين أنه ليس ضعيفًا"، وأضاف أن الصين "اتبعت سياسة خارجية عدوانية بشكل هائل".

#### حصاد الأعضاء في الصين
في عام 2012، صرّح روراباكر:
يستخدم الحزب الشيوعي الصيني وآلة الأمن التابعة له مجموعة واسعة من تقنيات القمع، بما في ذلك، وليس على سبيل الحصر، الرقابة، والضربات، والسجن المنزلي، ومعسكرات العمل القسري، التي تُسمى معسكرات لاوغاى بالطبع. وأبشع تجلي لهذا الإجرام هو الحصاد القسري للأعضاء من السجناء السياسيين والمعتقلين بسبب معتقداتهم الدينية، وخاصة من أتباع الحركة الدينية الصينية المعروفة باسم فالون غونغ.
و
أن يُمزق جسد شخص فقط لأنه منخرط في فكرة دينية أو شخصية أو سياسية تتعارض مع رغبات النخبة الحاكمة، وأن يتم فتح جسده لشخص كهذا خاصة إذا كانت معتقداته الدينية أو السياسية سلمية وليست تهديدًا جسديًا للنظام، هذا هو أكثر الجرائم الوحشية التي أستطيع تصورها.

### حرب العراق
صوّت روراباكر لصالح قرار العراق في عام 2002, وهو الموقف الذي قال لاحقًا إنه كان "خطأ".

### إيران
في أغسطس 2012، أشار روراباكر على موقعه الرسمي أنه كتب رسالة موجهة إلى وزارة الخارجية الأمريكية، معبرًا عن دعمه لرعاية الولايات المتحدة للحركات الانفصالية في إيران. أثار هذا انتقادات من المجتمع الإيراني الأمريكي، بما في ذلك تحدي فهم روراباكر للخلفية التاريخية التي أشار إليها في رسالته إلى وزارة الخارجية.
في يونيو 2017، بعد يوم من هجمات طهران 2017، خلال جلسة استماع في لجنة الشؤون الخارجية بمجلس النواب، قال روراباكر: "أليس من الجيد أن تدعم الولايات المتحدة أخيرًا السنة الذين سيهاجمون حزب الله والتهديد الشيعي لنا، أليس ذلك شيئًا جيدًا؟" وقد تعرض هذا التصريح لانتقادات شديدة من قبل المجلس الوطني الإيراني الأمريكي، الذي كتب: "لروراباكر تاريخ طويل من التصريحات الغريبة والمسيئة بشأن إيران، لكن قسوته تجاه ضحايا الإرهاب من الإيرانيين قد تكون الأكثر قسوة وتطرفًا حتى الآن."
دعم روراباكر إزالة حركة مجاهدي خلق (MEK) من قائمة وزارة الخارجية الأمريكية للمنظمات الإرهابية الأجنبية؛ حيث كانت مدرجة في القائمة من عام 1997 حتى عام 2012.

### مساعدة باكستان
في مايو 2011، في أعقاب مقتل أسامة بن لادن، قدم روراباكر مشروع قانون لوقف المساعدات إلى باكستان، قائلًا إن أعضاء الحكومة والقوة الأمنية في باكستان، جهاز الاستخبارات الباكستاني (ISI)، كانوا إما يخفون بن لادن أو كانوا غير أكفاء تمامًا. "لم يعد بإمكاننا تحمل هذه الحماقة. ... حان الوقت لأن نتوقف عن دعم أولئك الذين يعارضوننا بشكل نشط. أظهرت باكستان أنها ليست حليفًا لأمريكا." كما طالب روراباكر بإعادة مروحية الولايات المتحدة التي تحطمت في العملية لقتل بن لادن، قائلاً "إذا لم يتم هذا فورًا، من المحتمل، بالنظر إلى تاريخ باكستان، أن تقنياتنا قد وصلت بالفعل إلى أيدي الجيش الصيني الشيوعي الذي يشتري ويبني ويسرق التقنيات العسكرية اللازمة لتحدي الولايات المتحدة."
في يونيو 2017، أثناء حديثه مع مساعدة وزير الخارجية للشؤون السياسية والعسكرية تينا كايداناو ‏، قال روراباكر: "يجب أن نسجل هنا، في هذا الجزء من حكومتنا، أننا لن نوفر أنظمة أسلحة لباكستان التي نخشى أن تقوم بإسقاط طائراتنا الخاصة. ونحن نعلم أنهم متورطون في الإرهاب."

### دعم محيي الدين أحمد
في عام 2007، دعم روراباكر محي الدين أحمد، وهو معتقل في الولايات المتحدة، قيل إنه متورط في محاولة انقلاب في بنغلاديش، تم خلالها قتل عدة أشخاص. وقد أُدين باغتيال الشيخ مجيب الرحمن، وهو أول رئيس لبنغلاديش. تم تعليق طلب تسليم بنغلاديش له بعد أن أعرب روراباكر عن قلقه بشأن حقوقه القانونية، قائلاً إنه يجب أن يتم إرساله إلى مكان لا توجد فيه عقوبة الإعدام. وقد لاقى دعمه ترحيبًا من منظمة العفو الدولية واتحاد المطارنة الكاثوليك في الولايات المتحدة. وُجد محي الدين أحمد مذنبًا بالمشاركة في الاغتيالات ونُفذ حكم الإعدام فيه في 28 يناير 2010.

### تايوان

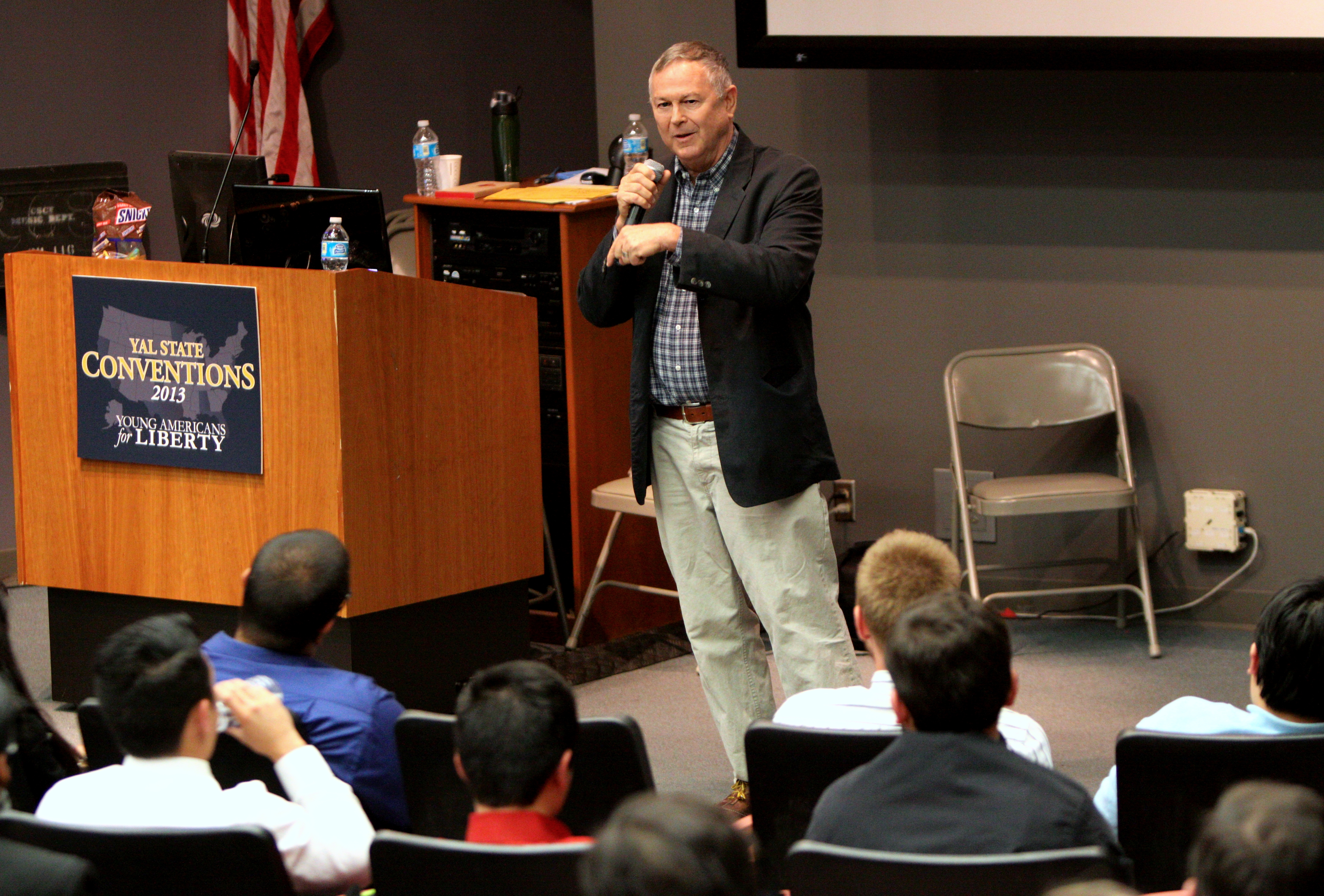
روراباكر يتحدث في مؤتمر ولاية كاليفورنيا الشباب الأمريكيون من أجل الحرية لعام 2013

بعد أن تلقى الرئيس المنتخب دونالد ترامب مكالمة تهنئة من الرئيسة المنتخبة ديمقراطياً لتايوان تساي إنغ ون في 2 ديسمبر 2016، وصف روراباكر مكالمة ترامب مع رئيسة تايوان بأنها "رائعة" بسبب الرسالة الدبلوماسية التي أرسلتها إلى الصين. وقال: "لقد أظهر الدكتاتوريين في بكين أنه ليس ضعيفاً". وأضاف: "لقد كانت الصين تتبع سياسة خارجية عدوانية للغاية، ومن خلال قيامه بالفعل بالاتصال بتايوان، فإنه يظهر لشعب بكين أنهم لا يمكنهم اتباع هذه السياسة العدوانية وتوقع أن يتم التعامل معهم بالطريقة ذاتها من قبل رئيس أمريكي."

### أوكرانيا
قدم روراباكر "دفاعاً مشروطاً" عن ضم الاتحاد الروسي للقرم في عام 2014. في 6 مارس 2014، كان واحداً من 23 عضواً في مجلس النواب الذين صوتوا ضد ضمان قرض بقيمة 1 مليار دولار لدعم الحكومة الجديدة في أوكرانيا. في 11 مارس 2014، صوت روراباكر "امتناع عن التصويت"، وكان العضو الوحيد الذي فعل ذلك، على قرار يدين الأعمال العسكرية الروسية في أوكرانيا؛ وتم تمرير القرار بنتيجة 402-7. وعلق على الموضوع قائلاً: "بدءاً من الثورة الأمريكية، أعلنت مجموعات من الناس، وبحق، أنهم يريدون أن يكونوا تحت حكومة مختلفة أو حكومة من اختيارهم. ينسى الناس أن هذا ما يدور حوله إعلان الاستقلال الأمريكي." كما قال: "العقوبات هي تناقض صارخ في النفاق. هذا سخيف: ما فعلناه باستخدام العنف وقصف الناتو ليوغوسلافيا لضمان حق الكوسوفيين في تقرير مصيرهم كان أكثر تدميراً وأدى إلى خسائر أكبر في الأرواح مما فعله بوتين لضمان ألا يتم فصل سكان القرم عما يختارونه كقدرهم مع روسيا."

### أوزبكستان
خلال زيارة وفد من الكونغرس الأمريكي إلى أوزبكستان في فبراير 2013، أدلى روراباكر بعدة تصريحات مثيرة للجدل. من أبرز تلك التصريحات أن الولايات المتحدة يجب أن تعامل أوزبكستان مثل السعودية من خلال التغاضي عن انتهاكات حقوق الإنسان التي ترتكبها لتحقيق المصالح الوطنية الأمريكية، وخاصة في بيع الأسلحة والطائرات بدون طيار إلى أوزبكستان.

### مقدونيا الشمالية
في عام 2017، وفي مقابلة مع قناة ألبانيا فيجن بلس ‏، اقترح روراباكر أن مقدونيا الشمالية "ليست دولة" وأن "ألبان كوسوفو وألبان مقدونيا يجب أن يكونوا جزءاً من كوسوفو، وأن باقي مقدونيا يجب أن يكون جزءاً من بلغاريا أو أي دولة أخرى يعتقدون أنها ذات صلة بهم"، مما أثار رد فعل من وزارة الخارجية المقدونية التي اتهمته بإشعال "خطاب قومي".

### تركيا
في أعقاب الاشتباكات في مقر إقامة السفير التركي في مايو 2017، دعا روراباكر دونالد ترامب إلى عدم دعوة رئيس تركيا رجب طيب أردوغان مرة أخرى إلى الولايات المتحدة، ومنع الأمريكيين من شراء ديون الحكومة التركية.

### إريتريا
في أغسطس 2017، اقترح روراباكر تعديل ميزانية وزارة الدفاع الأمريكية بحيث تُقيم الولايات المتحدة علاقات عسكرية مع إريتريا. اقترح روراباكر أن تتعاون الدولتان في مكافحة الحرب على الإرهاب، والحد من النفوذ الإيراني في الحرب الأهلية اليمنية، وتأمين منطقة البحر الأحمر. في وقت اقتراح روراباكر، كانت إريتريا تخضع لعقوبات دولية بسبب مزاعم دعمها لـ الشباب في الصومال، وأيضاً لعقوبات أمريكية على البحرية الإريترية ‏ بسبب شحنة عسكرية مزعومة من كوريا الشمالية إلى إريتريا.

### جوليان أسانج
في أغسطس 2017، حضر روراباكر اجتماعًا في لندن مع جوليان أسانج تم تنظيمه وحضره الناشط السياسي اليميني تشارلز س. جونسون. ذكر روراباكر أن النقاش تناول إمكانية إصدار عفو رئاسي مقابل أن يزود أسانج بمعلومات حول الهجمات الإلكترونية للجنة الوطنية الديمقراطية، والتي نشرتها ويكيليكس قبل الانتخابات الرئاسية الأمريكية 2016.
في أكتوبر 2017، التقى روراباكر وجونسون مع السيناتور راند بول (الجمهوري-كنتاكي) لمناقشة تقديم أسانج لمعلومات حول مصدر الرسائل الإلكترونية المسربة. ومع ذلك، رد أسانج على تقارير إخبارية حول الاجتماع، مغردًا: "لم تكشف ويكيليكس أبدًا ولن تكشف عن مصدر. قُدمت لي عروض - ولم أكن أنا المبادر. لا أتحدث مع العامة عبر أطراف ثالثة."

### سياسة خارجية أخرى
في مارس 2005، قدم روراباكر مشروع القانون HR 1061، قانون المطالبات العقارية الأمريكية ضد إثيوبيا، الذي كان ينص على "حظر المساعدات الأمريكية لجمهورية إثيوبيا الديمقراطية الفيدرالية حتى تعيد الحكومة الإثيوبية جميع ممتلكات المواطنين الأمريكيين". تم تقديم مشروع القانون من قبل روراباكر بناءً على طلب جبريميدهن برهان، وهو مواطن سابق من إرتريا وصديق لعائلة روراباكر، بعد أن تم تأميم عمله التجاري من قبل الحكومة الإثيوبية.
في 7 مارس 2006، قدم روراباكر مشروع القانون HR 4895، وهو تعديل لـ القانون الأمريكي للمساعدات الخارجية لعام 1961، "لتقييد تقديم المساعدة العسكرية الأمريكية وبيع أو نقل أو ترخيص المعدات أو التكنولوجيا العسكرية الأمريكية إلى إثيوبيا".
خلال ظهوره على برنامج The Ed Show على قناة MSNBC، اتهم روراباكر باراك أوباما بالسماح للعنف في إيران بالخروج عن السيطرة لأنه لم يتحدث بقوة كافية ضد قيادتها. كما أشار إلى أن غورباتشوف هدم جدار برلين لأن رونالد ريغان أمره بذلك قائلًا "اهدم هذا الجدار".
في أوائل عام 2010، ذهب إلى هندوراس لتحية انتخاب الرئيس الجديد. وكان ضمن حاشيته مجموعة من مستثمري العقارات ورجال الأعمال من كاليفورنيا، وتاجر في العملات النادرة، ورؤساء تنفيذيين من شركة سان دييغو للوقود الحيوي (التي يديرها صديق للعائلة).